# Uri (Italien)
 For alternative betydninger, se Uri. (Se også artikler, som begynder med Uri)
Uri (sardisk: Uri) er en by og en kommune (comune) i provinsen Sassari i regionen Sardinien i Italien. Byen ligger i 150 meters højde og har 3.009 indbyggere (2016). Kommunen har et areal på 56,81 km² og grænser til kommunerne Alghero, Ittiri, Olmedo, Putifigari, Sassari, Tissi og Usini.